# Park Ji-hoo
Dans ce nom coréen, le nom de famille, Park, précède le nom personnel.
Park Ji-hoo (hangeul : 박지후 ; hanja : 朴志厚 ; RR : Bak Ji-hu ; MR : Pak Chi-hu) est une actrice sud-coréenne, née le 7 novembre 2003 à Daegu.

## Biographie
Park Ji-hu naît le 7 novembre 2003 à Daegu. Elle assiste aux cours de théâtre et de cinéma à l'université de Hanyang, à Séoul.
En 2016, elle commence sa carrière d'actrice dans le court métrage Home without Me (나만 없는 집) de Kim Hyun-jung, avant de se lancer dans des rôles mineurs dans les longs métrages Vanishing Time (가려진 시간, 2016) de Eom Tae-hwa, Fabricated City (조작된 도시, 2017) de Park Kwang-hyun et The Witness (목격자, 2018) de Jo Kyoo-jang.
En 2018, elle décroche son premier rôle principal, incarnant une collégienne, dans le film dramatique House of Hummingbird (벌새) de Kim Bora. Elle est reconnue et maintes fois acclamée dans de nombreuses cérémonies de récompenses pour sa performance dans le film.
En avril 2020, elle est engagée pour interpréter un rôle dans la série d'horreur All of Us Are Dead (지금 우리 학교는), aux côtés de l'acteur Yoon Chan-young pour Netflix en janvier 2022,.
En avril 2021, on apprend qu'elle est choisie pour le rôle d'une étudiante survivante pour le film catastrophe Concrete Utopia (콘크리트 유토피아, 2022) de Eom Tae-hwa, aux côtés des acteurs Lee Byung-hun, Park Bo-young et Park Seo-joon.

## Filmographie

### Cinéma
Longs métrages
- 2016 : Vanishing Time (가려진 시간) de Eom Tae-hwa : Soo-rin
- 2017 : Fabricated City (조작된 도시) de Park Kwang-hyun : une étudiante
- 2018 : The Witness (목격자) de Jo Kyoo-jang : Ye-seul
- 2018 : House of Hummingbird (벌새) de Kim Bora : Eun-hee
- 2021 : Black Light (빛과 철) de Bae Jong-dae : Eun-yeong
- 2022 : Concrete Utopia (콘크리트 유토피아) de Eom Tae-hwa : Hye-won

Courts métrages
- 2016 : Home without Me (나만 없는 집) de Kim Hyun-jung : Se-yeong
- 2016 : A Fetter (이 모든것을 벗어나기 위하여) de Choi Han-seul

### Télévision
Séries télévisées
- 2018 : Sweet Revenge 2 (복수노트 2) : Lee Ha-yan
- 2019 : Beautiful World (아름다운 세상) : Jeong Da-hee
- 2022 : All of Us Are Dead (지금 우리 학교는) : On-jo
- 2022 : Little Women (작은 아씨들) : Oh In-hye
- 2025 : Spring of Youth : Kim Bom

## Distinctions

### Récompenses
- Director's Cut Awards 2019 : meilleure actrice débutante pour House of Hummingbird (벌새)[9]
- Festival du film de Tribeca 2019 : meilleur actrice pour House of Hummingbird (벌새)[10]
- Korean Association of Film Critics Awards 2019 : meilleure actrice débutante pour House of Hummingbird (벌새)[11]

### Nominations
- Blue Dragon Film Awards 2019 : meilleure actrice débutante pour House of Hummingbird (벌새)[12]
- Buil Film Awards 2020 : meilleure actrice débutante pour House of Hummingbird (벌새)
- Grand Bell Awards 2020 : meilleure actrice débutante pour House of Hummingbird (벌새)[13]